# Emir Karic
Emir Karic (Linz, 9 giugno 1997) è un calciatore austriaco, difensore dello Sturm Graz.

## Caratteristiche tecniche
È un terzino sinistro.

## Carriera

### Club
Cresciuto nel settore giovanile del LASK, ha esordito in prima squadra il 22 maggio 2015 disputando l'incontro di Bundesliga vinto 3-1 contro il Wacker Innsbruck.

### Nazionale
Ha giocato nelle nazionali giovanili austriache Under-18 ed Under-19.
È stato convocato dalla nazionale Under-21 austriaca per disputare il Campionato europeo di calcio Under-21 2019.

## Palmarès

### Club

#### Competizioni nazionali
- Campionato austriaco: 1

Sturm Graz: 2024-2025